# Vojtech Tuka

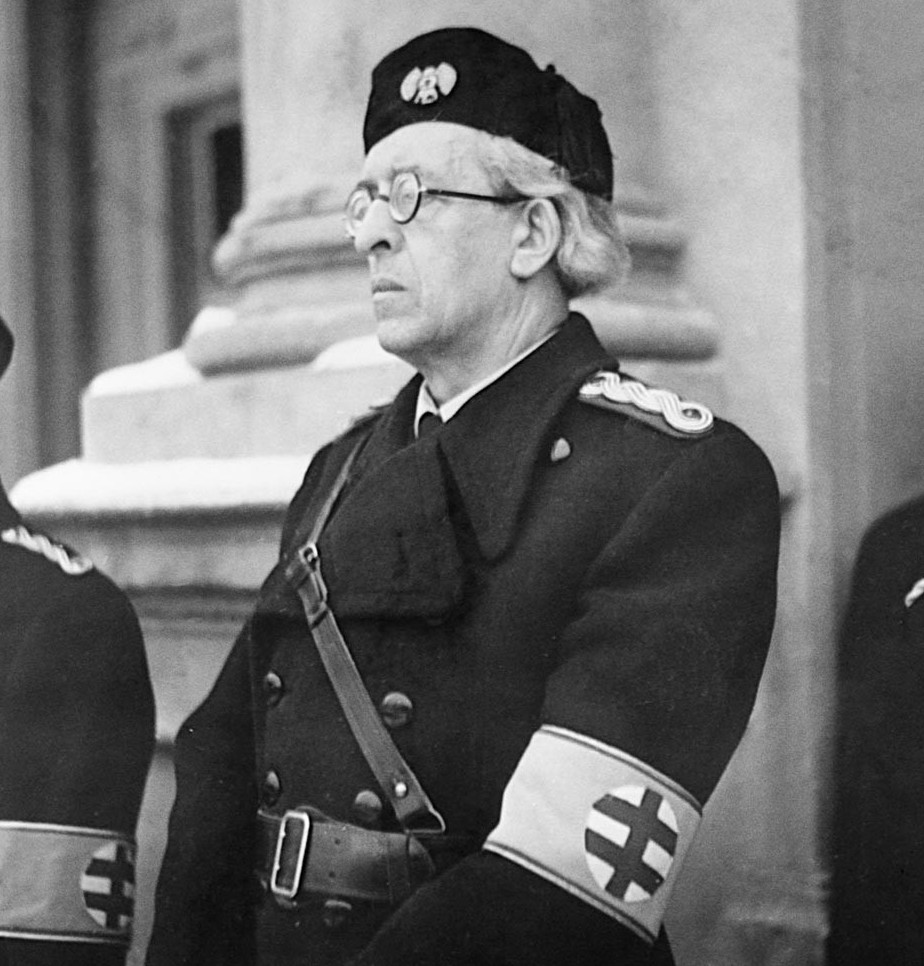
W mundurze Gwardii Hlinki

Vojtech (Béla) Tuka (ur. 4 lipca 1880 w m. Štiavnické Bane, zm. 20 sierpnia 1946 w Bratysławie) – słowacki polityk, członek Słowackiej Partii Ludowej (HSĽS), premier i minister spraw zagranicznych Państwa Słowackiego.

## Życiorys
Studiował prawo na uniwersytetach w Budapeszcie, Berlinie i Paryżu. Został najmłodszym profesorem prawa w całych Węgrzech, wykładał w Pätkostolí (Peczu), a w latach 1914–1919 na Uniwersytecie Elżbietańskim w Bratysławie (w języku węgierskim). Po rozpadzie Austro-Węgier zaoferowano mu nową posadę w Peczu, Tuka jednak zdeklarował się jako Słowak i pozostał w Bratysławie.
W okresie powstawania Czechosłowacji pod koniec 1918 był tajnym agentem węgierskim i koordynatorem ruchów odśrodkowych ludności węgierskiej w nowym państwie. Wkrótce przyjął jednak ofertę Andreja Hlinki, założyciela i przywódcy HSĽS, przystąpienia do jego partii. Został sekretarzem partii, reprezentując w niej wraz z Alexandrem Machem radykalne skrzydło, które później opowiedziało się za pełną niepodległością Słowacji przy wsparciu nazistowskich Niemiec.
W 1923 współtworzył partyjne bojówki pod nazwą Rodobrana, wzorujące się na włoskich faszystach. W 1925 został wybrany do czechosłowackiego parlamentu, zasiadając w nim do 1929. 1 stycznia 1928 opublikował artykuł pt. Vacuum iuris, w którym dowodził, że do Deklaracji Słowackiego Narodu z 1918 dołączony był tajny aneks, dający Słowakom po 10 latach istnienia państwa czechosłowackiego możliwość wystąpienia z niego. W odpowiedzi rząd praski aresztował go, oskarżając o szpiegostwo na rzecz Węgier i zdradę stanu. Ostatecznie został skazany na 15 lat więzienia. Tzw. afera Tuki doprowadziła do wystąpienia Słowackiej Partii Ludowej z koalicji rządowej.
9 marca 1939 wobec rosnącej nieufności między rządem w Pradze a politykami słowackimi, którzy jednocześnie prowadzili rozmowy z państwami Osi, rząd wprowadził stan wojenny na Słowacji i wyprowadził armię z koszar. Wypuszczony wcześniej na wolność Tuka działał na rzecz zerwania unii. 13 marca, wykorzystując kryzysową sytuację, Adolf Hitler namówił Jozefa Tiso na ogłoszenie niepodległości Słowacji. Wkrótce prezydent Państwa Słowackiego, oskarżony przez Niemców o zbyt dużą uległość wobec Żydów, został zmuszony do mianowania Tuki premierem. W 1941 zarządził on rozpoczęcie deportacji ludności żydowskiej do obozów koncentracyjnych, co trwało w dwóch etapach do 1944. Jednakże jego antysemickie i rasistowskie poglądy szybko doprowadziły do konfliktu z ks. Tiso. Najbliższym sojusznikiem Tuki w rządzie był minister spraw wewnętrznych, Alexander Mach. W rezultacie w HSĽS powstała dwuwładza; z jednej strony rządziło umiarkowane stronnictwo skupione wokół ks. Tiso, a z drugiej – radykałowie ze wsparciem Niemiec, którzy mieli zapewnioną możliwość realizacji części swoich haseł. Ponieważ jednak Niemcy zrozumieli, że nie uda im się całkowicie „znazyfikować” Słowacji, Tuka od 1942 znajdował się w coraz większej politycznej izolacji. Ostatecznie 5 sierpnia 1944 został zdymisjonowany.
Po zajęciu Czechosłowacji przez wojska komunistyczne Tuka został aresztowany i osadzony w więzieniu. Skazano go na karę śmierci, którą wykonano 20 sierpnia 1946 w bratysławskim więzieniu. Wyrok został wykonany pomimo tego, iż Tuka był w tamtym czasie częściowo sparaliżowany.